# قره‌چال
قره‌چال یکی از روستاهای استان آذربایجان شرقی است. اغلب ساکنان روستا به زبان ترکی آذربایجانی تکلم می‌نمایند. بیشتر اهالی روستا به شغل دامپروری وکشاورزی مشغول بوده و اخیراً با احداث شبکه آبیاری از زرینه رود باغات حاصلخیر انگور زیادی احداث شده‌است. این روستا در دهستان گاودول مرکزی بخش مرکزی شهرستان ملکان واقع شده‌است.